# Space (Franse band)
Space (ook bekend als Didier Marouani & Space) is een Franse band die elektronische muziek maakt. Space is een van de eerste pioniers van de elektronische discomuziek en werd in 1977 opgericht door Didier Marouani (ook bekend als Ecama), Roland Romanelli en Jannick Top. Marouani verliet de band in 1979 en Romanelli en Top brachten nog één album uit (Deeper Zone) onder de naam Space. In 1982 ging Didier Marouani samen met Janny Loseth onder de naam Didier Marouani & Space verder.
Marouani componeerde in 1987 het album Space Opera. Voor dat album maakte Marouani gebruik van zowel het 'Rode Leger koor' (Sovjet-Unie) en het 'Harvard University koor' (Verenigde Staten). Dit album werd doorgegeven aan het Sovjet ruimtestation 'MIR' en was voor het eerst te horen in de ruimte. Space had zijn populariteit het meest in Frankrijk en Oost-Europa, maar het nummer Magic Fly stond bijna in heel Europa in de hitlijsten.
In april 2011 gaf Didier Marouani & Space een concert op het Kremlin, naar aanleiding van de vijftigste verjaardag van de eerste mens in de ruimte (Sovjet-Kosmonaut Joeri Gagarin) in 1961.

## Discografie

### Albums
| Album met eventuele hitnotering(en) in de Nederlandse Album Top 100 | Datum van verschijnen | Datum van binnenkomst | Hoogste positie | Aantal weken | Opmerkingen   |
| ------------------------------------------------------------------- | --------------------- | --------------------- | --------------- | ------------ | ------------- |
| Magic Fly                                                           | 1977                  | -                     |                 |              |               |
| Deliverance                                                         | 1977                  | -                     |                 |              |               |
| Just Blue                                                           | 1978                  | -                     |                 |              |               |
| Deeper Zone                                                         | 1980                  | -                     |                 |              |               |
| The Best of Space                                                   | 1981                  | -                     |                 |              | Verzamelalbum |
| Paris France Transit                                                | 1982                  | -                     |                 |              |               |
| Concerts en URSS                                                    | 1983                  | -                     |                 |              | Livealbum     |
| Space Opera                                                         | 1987                  | -                     |                 |              |               |
| The Very Best of Space                                              | 1992                  | -                     |                 |              | Verzamelalbum |
| Space Magic Concerts                                                | 1996                  | -                     |                 |              | Livealbum     |
| Symphonic Space Dream                                               | 2002                  | -                     |                 |              |               |
| From Earth To Mars                                                  | 2011                  | -                     |                 |              |               |

### Singles
| Single met eventuele hitnotering(en) in de Nederlandse Top 40 | Datum van verschijnen | Datum van binnenkomst | Hoogste positie | Aantal weken | Opmerkingen                 |
| ------------------------------------------------------------- | --------------------- | --------------------- | --------------- | ------------ | --------------------------- |
| Magic Fly                                                     | 1977                  | 06-08-1977            | 20              | 6            | nr. 23 in de single top 100 |
| Tango in Space                                                | 1977                  | -                     |                 |              |                             |
| Running in the City                                           | 1978                  | -                     |                 |              |                             |
| Prison                                                        | 1978                  | -                     |                 |              |                             |
| Just Blue                                                     | 1979                  | -                     |                 |              |                             |
| Save Your Love For Me                                         | 1979                  | -                     |                 |              |                             |
| On the Air                                                    | 1980                  | -                     |                 |              |                             |
| Tender Force                                                  | 1980                  | -                     |                 |              |                             |

| Single met hitnotering(en) in de Vlaamse Ultratop 50 | Datum van verschijnen | Datum van binnenkomst | Hoogste positie | Aantal weken | Opmerkingen |
| ---------------------------------------------------- | --------------------- | --------------------- | --------------- | ------------ | ----------- |
| Magic Fly                                            | 1977                  | 28-05-1977            | 6               | 15           |             |